# Gare de Baule
Gare de Baule – przystanek kolejowy w Baule, w departamencie Loiret, w Regionie Centralnym, we Francji.
Jest przystankiem kolejowym Société nationale des chemins de fer français (SNCF), obsługiwanym przez pociągi TER Centre.

## Położenie
Znajduje się na wysokości 104 m n.p.m. na km 143,413 linii linii Paryż – Bordeaux, pomiędzy stacjami Meung-sur-Loire i Beaugency.

## Usługi
Przystanek jest obsługiwany przez pociągi TER Centre kursujące między Blois i Orleanem.